# Avery Brooks
Avery Franklin Brooks (* 2. října 1948 Evansville, Indiana) je americký filmový, televizní a divadelní herec, jazzový a operní zpěvák a profesor divadelního herectví. Je známý jako komandér a později kapitán Benjamin Sisko ze sci-fi seriálu Star Trek: Stanice Deep Space Nine (1993–1999), jehož několik epizod také režíroval, a jako Hawk z mysteriózního seriálu Spenser: For Hire (1985–1988) a jeho spin-offu A Man Called Hawk (1989). Dále hrál např. ve filmech Kult hákového kříže či 15 minut.
Jako profesor učí na Mason Gross School of the Arts v rámci Rutgers University. Dříve působil také na Oberlin College a Case Western Reserve University.
V roce 1976 se oženil s Vicki Lenorou Bowenová, asistentkou děkana na Rutgers University, se kterou má tři děti.